# Cyril Thomas
Cyril Thomas est un boxeur français né à Saint-Quentin le 30 octobre 1976 et frère de Jérôme Thomas.

## Carrière
Champion de France puis champion d'Europe EBU des poids plumes, il s'incline aux points le 14 février 2009 face au mexicain Cristóbal Cruz, champion du monde poids plumes IBF.